# هيتلينغن
هيتلينغن (بالألمانية: Hettlingen) هي بلدية سويسرية تتبع لمقاطعة فينترتور في كانتون زيورخ. تبلغ مساحتها 5.87 كيلومتر مربع، ويقدر عدد سكانها بـ 3179 نسمة (حسب تعداد ديسمبر 2017).